# کیک وارونه
کیک وارونه (انگلیسی: Upside-down cake) نوعی کیک است که بعد از پخت در یک ظرف به صورت وارونه سرو می‌شود. معمولاً ته قالب با میوه‌های بریده یا خلال شده مانند آناناس، گیلاس، هلو و سیب به همراه کره و و شکر پوشانده می‌شود. سپس خمیرابه بر روی میوه‌ها ریخته می‌شود. بنابراین پس از وارونه کردن کیک میوه‌ها در سطح فوقانی قرار می‌گیرند.